# نيلي (مستوطنة)
نيلي (بالعبرية: נִילִ"י) مستوطنة مجتمعية إسرائيلية، أقيمت شمال غرب محافظة رام الله والبيرة وسط الضفة الغربية على أراض لبلدة دير قديس الفلسطينية، وتقع إداريًا ضمن اختصاص مجلس ماتي بنيامين الإقليمي. في عام 2018 كان عدد سكانها 1,714 مستوطنًا.

## الجانب القانوني
يعتبر المجتمع الدولي المستوطنات الإسرائيلية في الضفة الغربية غير قانونية بموجب القانون الدولي، لكن الحكومة الإسرائيلية تعارض ذلك.